# Lienella pulchrator
Lienella pulchrator là một loài tò vò trong họ Ichneumonidae.